# Championnat du monde féminin de hockey sur glace 2022
Navigation
Championnat du monde 2021 Championnat du monde 2023
Le Championnat du monde féminin de hockey sur glace 2022 est la vingt-troisième édition de cette compétition organisée par la Fédération internationale de hockey sur glace (IIHF). Elle a lieu du 26 août au 4 septembre 2022 à Herning et Frederikshavn au Danemark.
Les divisions inférieures sont disputées indépendamment du groupe Élite.

## Format de la compétition
Le Championnat du monde féminin de hockey sur glace est un ensemble de plusieurs tournois regroupant les nations en fonction de leur niveau. Les meilleures équipes disputent le titre dans la Division Élite.
Les 10 équipes de la Division Élite sont réparties en deux groupes de 5 : les mieux classées dans le groupe A et les autres dans le groupe B. Chaque groupe est disputé sous la forme d'un championnat à matches simples. Les 5 équipes du groupe A sont qualifiés d'office pour les quarts de finale, de même que les 3 premiers du groupe B. Le dernier du groupe B est relégué en division inférieure lors de l'édition 2023.
Pour les autres divisions, les équipes s’affrontent entre elles et, à l'issue de cette compétition, le premier est promu dans la division supérieure et le dernier est relégué dans la division inférieure, sauf en division III où il n'y a pas de relégation.
Lors des phases de poule, les points sont attribués ainsi :
- 3 points pour une victoire dans le temps réglementaire ;
- 2 points pour une victoire en prolongation ou aux tirs de fusillade ;
- 1 point pour une défaite en prolongation ou aux tirs de fusillade ;
- 0 point pour une défaite dans le temps réglementaire.

## Division Élite

### Nations participantes
| Groupe A   | Groupe B   |
| ---------- | ---------- |
| Canada T   | Allemagne  |
| États-Unis | Danemark H |
| Finlande   | Hongrie    |
| Japon      | Suède IA   |
| Suisse     | Tchéquie   |
| ROC Ex     | -          |

- T : Tenant du titre
- H : Pays hôte
- Ex : Exclusion à la suite de l'Invasion de l'Ukraine par la Russie en 2022[DE 1].
- IA : Repêché de la Division IA pour pallier la défection de la Russie.

### Officiels
21 officiels ont été désignés par l'IIHF pour officier lors de la compétition.
| - Julia Kainberger - Cianna Lieffers - Shauna Neary - Kaisa Ketonen - Anniina Nurmi - Tijana Haack | - Agnese Kārkliņa - Nikoleta Celárová - Kaylen Hanson - Samantha Hiller - Amanda Tassoni |

| - Marine Dinant - Jessica Chartrand - Marie-Pierre Jalbert - Justine Todd - Wang Hui | - Tiina Saarimäki - Linnea Sainio - Magda Jonáková - Anna Hammar - Jennifer Cameron |

### Tour préliminaire

#### Groupe A

##### Matches
| 25 août | Japon | 0-10 (0-4, 0-5, 0-1) | États-Unis | KVIK Hockey Arena 438 spectateurs |

| Feuille de match                             | Feuille de match | Feuille de match                         | Feuille de match | Feuille de match                                                                           |
| -------------------------------------------- | ---------------- | ---------------------------------------- | --- | ------------------------------------------------------------------------------------------ |
|                                              |                  | 0–1 0–2 0–3 0–4 0–5 0–6 0–7 0–8 0–9 0–10 | Pannek (Coyne Schofield, Eden) — 6 min 27 s Guilday (Harmon, Kessel) — 8 min 12 s Harvey (Heise) — 19 min (JS) Scamurra (Keller, Heise) — 19 min 49 s Eden (Harmon, Coyne Schofield) — 21 min 15 s Bilka (Heise, Carpenter) — 21 min 56 s (SN) Roque (Barnes, Coyne Schofield) — 28 min 36 s (SN) Carpenter (Heise, Kessel) — 38 min 8 s Kessel (Heise) — 38 min 37 s Carpenter (Stecklein) — 43 min 57 s | Arbitrage : Agnese Kārkliņa et Cianna Lieffers Juges de lignes : Linnea Sainio et Wang Hui |
| Konishi (28 min 36 s) Masuhara (31 min 24 s) | Gardiens         | Hensley                                  | | Arbitrage : Agnese Kārkliņa et Cianna Lieffers Juges de lignes : Linnea Sainio et Wang Hui |
| 12 min                                       | Pénalités        | 4 min                                    | | Arbitrage : Agnese Kārkliņa et Cianna Lieffers Juges de lignes : Linnea Sainio et Wang Hui |
| 6                                            | Tirs             | 62                                       | | Arbitrage : Agnese Kārkliņa et Cianna Lieffers Juges de lignes : Linnea Sainio et Wang Hui |

| 25 août | Finlande | 1-4 (1-2, 0-1, 0-1) | Canada | KVIK Hockey Arena 501 spectateurs |

| Feuille de match | Feuille de match                              | Feuille de match    | Feuille de match | Feuille de match                                                                                  |
| ---------------- | --------------------------------------------- | ------------------- | --- | ------------------------------------------------------------------------------------------------- |
|                  | - Liikala (Tapani, Hiirikoski) — 12 min 7 s - | 0–1 1–1 1–2 1–3 1–4 | Nurse (Poulin, Larocque) — 7 min 38 s (SN) - Poulin (Nurse, Larocque) — 14 min 51 s Mikkelson (Shelton, Fillier) — 33 min 1 s Turnbull (Clark) — 58 min 28 s (CV) | Arbitrage : Nikoleta Celárová et Amanda Tassoni Juges de lignes : Jennifer Cameron et Anna Hammar |
| Keisala          | Gardiens                                      | Desbiens            | | Arbitrage : Nikoleta Celárová et Amanda Tassoni Juges de lignes : Jennifer Cameron et Anna Hammar |
| 27 min           | Pénalités                                     | 12 min              | | Arbitrage : Nikoleta Celárová et Amanda Tassoni Juges de lignes : Jennifer Cameron et Anna Hammar |
| 17               | Tirs                                          | 43                  | | Arbitrage : Nikoleta Celárová et Amanda Tassoni Juges de lignes : Jennifer Cameron et Anna Hammar |

| 26 août | Suisse | 3-1 (0-0, 2-0, 1-1) | Japon | KVIK Hockey Arena 389 spectateurs |

| Feuille de match | Feuille de match                                                                                              | Feuille de match | Feuille de match                                     | Feuille de match                                                                               |
| ---------------- | --- | ---------------- | ---------------------------------------------------- | ---------------------------------------------------------------------------------------------- |
|                  | Stalder (Müller) — 27 min 23 s Müller (Stalder, Leemann) — 38 min 55 s Lutz (Zimmermann) — 57 min 55 s (CV) - | 1–0 2–0 3–0 3–1  | - Ak. Shiga (Aoi Shiga, Hitosato) — 59 min 37 s (JS) | Arbitrage : Anniina Nurmi et Amanda Tassoni Juges de lignes : Jessica Chartrand et Anna Hammar |
| Brändli          | Gardiens | Masuhara         |                                                      | Arbitrage : Anniina Nurmi et Amanda Tassoni Juges de lignes : Jessica Chartrand et Anna Hammar |
| 0 min            | Pénalités | 8 min            |                                                      | Arbitrage : Anniina Nurmi et Amanda Tassoni Juges de lignes : Jessica Chartrand et Anna Hammar |
| 20               | Tirs | 17               |                                                      | Arbitrage : Anniina Nurmi et Amanda Tassoni Juges de lignes : Jessica Chartrand et Anna Hammar |

| 27 août | États-Unis | 6-1 (1-0, 2-0, 3-1) | Finlande | KVIK Hockey Arena 526 spectateurs |

| Feuille de match | Feuille de match | Feuille de match            | Feuille de match                     | Feuille de match                                                                                   |
| ---------------- | --- | --------------------------- | ------------------------------------ | -------------------------------------------------------------------------------------------------- |
|                  | Dunne (Brandt, Kessel) — 6 min 13 s Roque (Barnes, Coyne Schofield) — 28 min 53 s (SN) Kessel (Roque, Coyne Schofield) — 37 min 11 s (SN) - Kessel (Heise, Carpenter) — 42 min 39 s Bilka — 57 min 43 s (CV) Brandt (Knight, Bilka) — 58 min 24 s | 1–0 2–0 3–0 3–1 4–1 5–1 6–1 | - Viitasuo (Liikala) — 40 min 46 s - | Arbitrage : Nikoleta Celárová et Julia Kainberger Juges de lignes : Magda Jonáková et Justine Todd |
| Rooney           | Gardiens | Keisala                     |                                      | Arbitrage : Nikoleta Celárová et Julia Kainberger Juges de lignes : Magda Jonáková et Justine Todd |
| 6 min            | Pénalités | 10 min                      |                                      | Arbitrage : Nikoleta Celárová et Julia Kainberger Juges de lignes : Magda Jonáková et Justine Todd |
| 72               | Tirs | 16                          |                                      | Arbitrage : Nikoleta Celárová et Julia Kainberger Juges de lignes : Magda Jonáková et Justine Todd |

| 27 août | Canada | 4-1 (1-0, 2-0, 1-1) | Suisse | KVIK Hockey Arena 530 spectateurs |

| Feuille de match | Feuille de match | Feuille de match    | Feuille de match                           | Feuille de match                                                                           |
| ---------------- | --- | ------------------- | ------------------------------------------ | ------------------------------------------------------------------------------------------ |
|                  | Fillier (Shelton) — 10 min 15 s Fillier — 29 min 40 s Clark (Turnbull, Bach) — 31 min 12 s - Turnbull (Fast) — 58 min 46 s | 1–0 2–0 3–0 3–1 4–1 | - Marti (Zimmermann, Lutz) — 52 min 32 s - | Arbitrage : Samantha Hiller et Anniina Nurmi Juges de lignes : Tiina Saarimäki et Wang Hui |
| Desbiens         | Gardiens | Brändli             |                                            | Arbitrage : Samantha Hiller et Anniina Nurmi Juges de lignes : Tiina Saarimäki et Wang Hui |
| 12 min           | Pénalités | 4 min               |                                            | Arbitrage : Samantha Hiller et Anniina Nurmi Juges de lignes : Tiina Saarimäki et Wang Hui |
| 46               | Tirs | 8                   |                                            | Arbitrage : Samantha Hiller et Anniina Nurmi Juges de lignes : Tiina Saarimäki et Wang Hui |

| 28 août | Japon | 0-9 (0-3, 0-4, 0-2) | Canada | KVIK Hockey Arena 302 spectateurs |

| Feuille de match                              | Feuille de match | Feuille de match                   | Feuille de match | Feuille de match                                                                                      |
| --------------------------------------------- | ---------------- | ---------------------------------- | --- | --- |
|                                               |                  | 0–1 0– 0–3 0–4 0–5 0–6 0–7 0–8 0–9 | Bach (Zandee-Hart, Shelton) — 1 min 25 s (SN) Poulin (Ambrose, Fillier) — 6 min 54 s (SN) Maltais (Mikkelson, Stacey) — 15 min 5 s Turnbull (Bach, Larocque) — 22 min 26 s Poulin (Jenner) — 33 min 9 s Shelton (O'Neill, Bach) — 37 min 19 s Rattray (Turnbull, Larocque) — 38 min 2 s Potomak (Eldridge, Fillier) — 44 min 32 s Fillier (Poulin, Ambrose) — 50 min 36 s (SN) | Arbitrage : Tijana Haack et Julia Kainberger Juges de lignes : Marie-Pierre Jalbert et Magda Jonáková |
| Konishi (27 min 47 s) Kawaguchi (32 min 13 s) | Gardiens         | Maschmeyer                         | | Arbitrage : Tijana Haack et Julia Kainberger Juges de lignes : Marie-Pierre Jalbert et Magda Jonáková |
| 16 min                                        | Pénalités        | 0 min                              | | Arbitrage : Tijana Haack et Julia Kainberger Juges de lignes : Marie-Pierre Jalbert et Magda Jonáková |
| 5                                             | Tirs             | 69                                 | | Arbitrage : Tijana Haack et Julia Kainberger Juges de lignes : Marie-Pierre Jalbert et Magda Jonáková |

| 29 août | Finlande | 9-3 (2-1, 4-1, 3-1) | Japon | KVIK Hockey Arena 531 spectateurs |

| Feuille de match | Feuille de match | Feuille de match                                | Feuille de match                                                                                                  | Feuille de match                                                                            |
| ---------------- | --- | ----------------------------------------------- | --- | ------------------------------------------------------------------------------------------- |
|                  | Sundelin (Yrjänen) — 10 min 13 s - Tapani (Karvinen) — 14 min 44 s Vainikka (Rantala, Tulus) — 21 min 33 s Holopainen (Parkkonen) — 27 min 31 s - Vainikka (Rantala, Holopainen) — 34 min 13 s Nieminen (Laitinen, Rantala) — 39 min 14 s Laitinen (Sundelin) — 43 min 20 s Holopainen (Tulus, Vainikka) — 44 min 59 s Karjalainen (Yrjänen, Vanhanen) — 56 min 28 s - | 1–0 1–1 2–1 3–1 4–1 4–2 5–2 6–2 7–2 8–2 9–2 9–3 | - Ak. Shiga (Ito, Toko) — 13 min 25 s - Ak. Shiga (Seki) — 31 min 1 s - Ao. Shiga (Toko, Ak. Shiga) — 58 min 14 s | Arbitrage : Kaylen Hanson et Shauna Neary Juges de lignes : Tiina Saarimäki et Justine Todd |
| Räisänen         | Gardiens | Masuhara                                        | | Arbitrage : Kaylen Hanson et Shauna Neary Juges de lignes : Tiina Saarimäki et Justine Todd |
| 2 min            | Pénalités | 4 min                                           | | Arbitrage : Kaylen Hanson et Shauna Neary Juges de lignes : Tiina Saarimäki et Justine Todd |
| 51               | Tirs | 20                                              | | Arbitrage : Kaylen Hanson et Shauna Neary Juges de lignes : Tiina Saarimäki et Justine Todd |

| 29 août | États-Unis | 9-0 (4-0, 1-0, 4-0) | Suisse | KVIK Hockey Arena 791 spectateurs |

| Feuille de match | Feuille de match | Feuille de match                    | Feuille de match | Feuille de match                                                                                      |
| ---------------- | --- | ----------------------------------- | ---------------- | --- |
|                  | Roque (Stecklein, Zumwinkle) — 5 min 48 s Bilka (Harvey, Stecklein) — 12 min 33 s Heise (Carpenter) — 14 min 46 s Heise (Carpenter, Harmon) — 18 min Knight (Carpenter, Bilka) — 35 min 43 s (SN) Harmon (Keller, Coyne Schofield) — 44 min 28 s Knight (Pannek, Bilka) — 46 min 14 s Barnes (Coyne Schofield) — 50 min 29 s (SN) Zumwinkle (Dunne, Guilday) — 50 min 45 s | 1-0 2-0 3-0 4-0 5-0 6-0 7-0 8-0 9-0 |                  | Arbitrage : Samantha Hiller et Kaisa Ketonen Juges de lignes : Marie-Pierre Jalbert et Magda Jonáková |
| Rooney           | Gardiens | Maurer                              |                  | Arbitrage : Samantha Hiller et Kaisa Ketonen Juges de lignes : Marie-Pierre Jalbert et Magda Jonáková |
| 6 min            | Pénalités | 10 min                              |                  | Arbitrage : Samantha Hiller et Kaisa Ketonen Juges de lignes : Marie-Pierre Jalbert et Magda Jonáková |
| 57               | Tirs | 4                                   |                  | Arbitrage : Samantha Hiller et Kaisa Ketonen Juges de lignes : Marie-Pierre Jalbert et Magda Jonáková |

| 30 août | Suisse | 0-4 (0-2, 0-2, 0-0) | Finlande | KVIK Hockey Arena 1 201 spectateurs |

| Feuille de match                          | Feuille de match | Feuille de match                   | Feuille de match | Feuille de match                                                                             |
| ----------------------------------------- | ---------------- | ---------------------------------- | --- | -------------------------------------------------------------------------------------------- |
|                                           |                  | 0-1 0-2 0-3 0-4                    | Tapani (Nieminen, Laitinen) — 2 min 51 s Holopainen (Tulus) — 6 min 25 s Parkkonen (Karvinen, Tapani) — 27 min 49 s Savolainen (Laitinen, Vainikka) — 39 min 22 s (2 SN) | Arbitrage : Tijana Haack et Samantha Hiller Juges de lignes : Anna Hammar et Tiina Saarimäki |
| Brändli (31 min 2 s) Maurer (28 min 58 s) | Gardiens         | Keisala (40 min) Silvonen (20 min) | | Arbitrage : Tijana Haack et Samantha Hiller Juges de lignes : Anna Hammar et Tiina Saarimäki |
| 10 min                                    | Pénalités        | 6 min                              | | Arbitrage : Tijana Haack et Samantha Hiller Juges de lignes : Anna Hammar et Tiina Saarimäki |
| 6                                         | Tirs             | 44                                 | | Arbitrage : Tijana Haack et Samantha Hiller Juges de lignes : Anna Hammar et Tiina Saarimäki |

| 30 août | Canada | 2-5 (2-0, 0-2, 0-3) | États-Unis | KVIK Hockey Arena 1 216 spectateurs |

| Feuille de match | Feuille de match                                                                  | Feuille de match            | Feuille de match | Feuille de match                                                                               |
| ---------------- | --------------------------------------------------------------------------------- | --------------------------- | --- | ---------------------------------------------------------------------------------------------- |
|                  | Fillier (Fast, Potomak) — 3 min 29 s Shelton (Bach, O'Neill) — 18 min 12 s (SN) - | 1-0 2-0 2-1 2-2 2-3 2-4 2-5 | - Keller (Bilka, Knight) — 24 min 16 s (SN) Pannek (Barnes) — 31 min 11 s Eden (Harmon, Keller) — 43 min 14 s Coyne Schofield (Harmon) — 53 min 28 s Knight (Heise, Guilday) — 59 min 6 s | Arbitrage : Anniina Nurmi et Amanda Tassoni Juges de lignes : Jennifer Cameron et Justine Todd |
| Maschmeyer       | Gardiens                                                                          | Hensley                     | | Arbitrage : Anniina Nurmi et Amanda Tassoni Juges de lignes : Jennifer Cameron et Justine Todd |
| 4 min            | Pénalités                                                                         | 4 min                       | | Arbitrage : Anniina Nurmi et Amanda Tassoni Juges de lignes : Jennifer Cameron et Justine Todd |
| 28               | Tirs                                                                              | 33                          | | Arbitrage : Anniina Nurmi et Amanda Tassoni Juges de lignes : Jennifer Cameron et Justine Todd |

##### Classement
| Clt   | Équipe     | PJ | V | VP | D | DP | BP | BC | Diff | Pts |
| ----- | ---------- | -- | - | -- | - | -- | -- | -- | ---- | --- |
| +001, | États-Unis | 4  | 4 | 0  | 0 | 0  | 30 | 3  | +27  | 12  |
| +002, | Canada     | 4  | 3 | 0  | 1 | 0  | 19 | 7  | +12  | 9   |
| +003, | Finlande   | 4  | 2 | 0  | 2 | 0  | 15 | 13 | +2   | 6   |
| +004, | Suisse     | 4  | 1 | 0  | 3 | 0  | 4  | 18 | -14  | 3   |
| +005, | Japon      | 4  | 0 | 0  | 4 | 0  | 4  | 31 | -27  | 0   |

- En gras, qualifié pour les quarts de finale

#### Groupe B

##### Matches
| 25 août | Allemagne | 2-4 (2-1, 0-2, 0-1) | Hongrie | Scanel Hockey Arena 526 spectateurs |

| Feuille de match | Feuille de match                                                                                    | Feuille de match        | Feuille de match | Feuille de match                                                                                    |
| ---------------- | --------------------------------------------------------------------------------------------------- | ----------------------- | --- | --------------------------------------------------------------------------------------------------- |
|                  | Lu. Welcke (Strompf, Botthof) — 1 min 56 s Kluge (N. Eisenschmid, Jobst-Smith) — 10 min 29 s (SN) - | 1–0 2–0 2–1 2–2 2–3 2–4 | - Kiss-Simon (Seregély) — 10 min 54 s Kiss-Simon (Mayer, Gasparics) — 23 min 19 s (SN) Jókai-Szilágyi — 35 min 19 s (IN) Seregély — 59 min 51 s (CV) | Arbitrage : Kaisa Ketonen et Shauna Neary Juges de lignes : Marie-Pierre Jalbert et Tiina Saarimäki |
| Albl             | Gardiens                                                                                            | Németh                  | | Arbitrage : Kaisa Ketonen et Shauna Neary Juges de lignes : Marie-Pierre Jalbert et Tiina Saarimäki |
| 10 min           | Pénalités                                                                                           | 10 min                  | | Arbitrage : Kaisa Ketonen et Shauna Neary Juges de lignes : Marie-Pierre Jalbert et Tiina Saarimäki |
| 28               | Tirs                                                                                                | 25                      | | Arbitrage : Kaisa Ketonen et Shauna Neary Juges de lignes : Marie-Pierre Jalbert et Tiina Saarimäki |

| 25 août | Danemark | 2-5 (1-1, 0-2, 1-2) | Suède | Scanel Hockey Arena 1 496 spectateurs |

| Feuille de match | Feuille de match                                                  | Feuille de match            | Feuille de match | Feuille de match                                                                               |
| ---------------- | ----------------------------------------------------------------- | --------------------------- | --- | ---------------------------------------------------------------------------------------------- |
|                  | Russell — 1 min 21 s - Jakobsen (Persson, Asperup) — 51 min 5 s - | 1–0 1–1 1–2 1–3 1–4 2–4 2–5 | - Olsson (Carlsson) — 1 min 51 s Olsson (Kjellbin, Jungåker) — 33 min 42 s Nylén Persson (L. Johansson, Jungåker) — 34 min 3 s Löwenhielm (Bouveng, Lundin) — 48 min 7 s - Olsson (Jungåker, Nylén Persson) — 56 min 38 s (2 SN) | Arbitrage : Kaylen Hanson et Julia Kainberger Juges de lignes : Magda Jonáková et Justine Todd |
| Repstock-Romme   | Gardiens                                                          | Söderberg                   | | Arbitrage : Kaylen Hanson et Julia Kainberger Juges de lignes : Magda Jonáková et Justine Todd |
| 12 min           | Pénalités                                                         | 8 min                       | | Arbitrage : Kaylen Hanson et Julia Kainberger Juges de lignes : Magda Jonáková et Justine Todd |
| 28               | Tirs                                                              | 36                          | | Arbitrage : Kaylen Hanson et Julia Kainberger Juges de lignes : Magda Jonáková et Justine Todd |

| 26 août | Hongrie | 1-7 (0-2, 1-2, 0-3) | Tchéquie | Scanel Hockey Arena 250 spectateurs |

| Feuille de match | Feuille de match                               | Feuille de match                | Feuille de match | Feuille de match                                                                             |
| ---------------- | ---------------------------------------------- | ------------------------------- | --- | -------------------------------------------------------------------------------------------- |
|                  | - Huszák (Jókai-Szilágyi) — 35 min 18 s (SN) - | 0–1 0–2 0–3 0–4 1–4 1–5 1–6 1–7 | Hymlarová (Horálková, Pejzlová) — 1 min 2 s Pejšová (Lásková) — 2 min 21 s Radová (Horálková) — 29 min 59 s Šapovalivová (Mrázová, Pejšová) — 33 min 7 s (SN) - Mlýnková (Sarnovská) — 44 min 26 s Šapovalivová — 47 min 35 s Sarnovská — 57 min 36 s | Arbitrage : Tijana Haack et Samantha Hiller Juges de lignes : Marine Dinant et Linnea Sainio |
| Németh           | Gardiens                                       | Peslarová                       | | Arbitrage : Tijana Haack et Samantha Hiller Juges de lignes : Marine Dinant et Linnea Sainio |
| 14 min           | Pénalités                                      | 12 min                          | | Arbitrage : Tijana Haack et Samantha Hiller Juges de lignes : Marine Dinant et Linnea Sainio |
| 7                | Tirs                                           | 45                              | | Arbitrage : Tijana Haack et Samantha Hiller Juges de lignes : Marine Dinant et Linnea Sainio |

| 27 août | Suède | 4-3 (TB) (0-0, 2-0, 1-3, 0-0, 1-0) | Allemagne | Scanel Hockey Arena 395 spectateurs |

| Feuille de match | Feuille de match | Feuille de match            | Feuille de match | Feuille de match                                                                                    |
| ---------------- | --- | --------------------------- | --- | --------------------------------------------------------------------------------------------------- |
|                  | Ljungblom (L. Johansson, Jungåker) — 32 min 48 s (SN) Olsson (Waxin, Carlsson) — 35 min 40 s Bergström (Ljungblom) — 46 min 59 s - Olsson — 65 min (TB) | 1–0 2–0 3–0 3–1 3–2 3–3 4-3 | - Christof (T. Eisenschmid, Bartsch) — 52 min 43 s (SN) N. Eisenschmid (T. Eisenschmid, Kluge) — 56 min 31 s (SN) T. Eisenschmid (Kluge, Feldmeier) — 59 min 18 s (SN + JS) - | Arbitrage : Agnese Kārkliņa et Shauna Neary Juges de lignes : Marie-Pierre Jalbert et Linnea Sainio |
| Söderberg        | Gardiens | Abstreiter                  | | Arbitrage : Agnese Kārkliņa et Shauna Neary Juges de lignes : Marie-Pierre Jalbert et Linnea Sainio |
| 33 min           | Pénalités | 8 min                       | | Arbitrage : Agnese Kārkliņa et Shauna Neary Juges de lignes : Marie-Pierre Jalbert et Linnea Sainio |
| 31               | Tirs | 24                          | | Arbitrage : Agnese Kārkliņa et Shauna Neary Juges de lignes : Marie-Pierre Jalbert et Linnea Sainio |

| 27 août | Tchéquie | 5-1 (1-1, 1-0, 3-0) | Danemark | Scanel Hockey Arena 766 spectateurs |

| Feuille de match | Feuille de match | Feuille de match        | Feuille de match          | Feuille de match                                                                          |
| ---------------- | --- | ----------------------- | ------------------------- | ----------------------------------------------------------------------------------------- |
|                  | - Mrázová (Lásková, Mlýnková) — 17 min 57 s (SN) Mlýnková (Mrázová) — 35 min 38 s (2 SN) Pejšová (Lásková) — 40 min 37 s Pejzlová (Horálková, Křížová) — 55 min 16 s (SN) Pejšová (Mlýnková) — 58 min 20 s (SN) | 0–1 1–1 2–1 3–1 4–1 5–1 | Weis — 12 min 34 s (SN) - | Arbitrage : Kaylen Hanson et Kaisa Ketonen Juges de lignes : Marine Dinant et Anna Hammar |
| Peslarová        | Gardiens | Jensen                  |                           | Arbitrage : Kaylen Hanson et Kaisa Ketonen Juges de lignes : Marine Dinant et Anna Hammar |
| 10 min           | Pénalités | 18 min                  |                           | Arbitrage : Kaylen Hanson et Kaisa Ketonen Juges de lignes : Marine Dinant et Anna Hammar |
| 49               | Tirs | 13                      |                           | Arbitrage : Kaylen Hanson et Kaisa Ketonen Juges de lignes : Marine Dinant et Anna Hammar |

| 28 août | Danemark | 1-0 (0-0, 0-0, 1-0) | Hongrie | Scanel Hockey Arena 719 spectateurs |

| Feuille de match | Feuille de match                   | Feuille de match | Feuille de match | Feuille de match                                                                                    |
| ---------------- | ---------------------------------- | ---------------- | ---------------- | --------------------------------------------------------------------------------------------------- |
|                  | Østergaard (Jakobsen) — 53 min 5 s | 1-0              |                  | Arbitrage : Anniina Nurmi et Amanda Tassoni Juges de lignes : Jennifer Cameron et Jessica Chartrand |
| Jensen           | Gardiens                           | Németh           |                  | Arbitrage : Anniina Nurmi et Amanda Tassoni Juges de lignes : Jennifer Cameron et Jessica Chartrand |
| 16 min           | Pénalités                          | 8 min            |                  | Arbitrage : Anniina Nurmi et Amanda Tassoni Juges de lignes : Jennifer Cameron et Jessica Chartrand |
| 19               | Tirs                               | 45               |                  | Arbitrage : Anniina Nurmi et Amanda Tassoni Juges de lignes : Jennifer Cameron et Jessica Chartrand |

| 29 août | Allemagne | 0-6 (0-2, 0-3, 0-1) | Tchéquie | Scanel Hockey Arena 332 spectateurs |

| Feuille de match                  | Feuille de match | Feuille de match                    | Feuille de match | Feuille de match                                                                                 |
| --------------------------------- | ---------------- | ----------------------------------- | --- | ------------------------------------------------------------------------------------------------ |
|                                   |                  | 0–1 0–2 0–3 0–4 0–5 0–6             | Šapovalivová (Pejšová, Mrázová) — 12 min 2 s (SN) Mlýnková (Mrázová, Lásková) — 16 min 43 s (SN) Mills — 28 min 56 s Neubauerová (Mills, Lásková) — 31 min 42 s Sarnovská (Mrázová, Tejralová) — 39 min 10 s Hymlarová (Křížová, Tejralová) — 41 min 6 s | Arbitrage : Agnese Kārkliņa et Anniina Nurmi Juges de lignes : Jennifer Cameron et Marine Dinant |
| Abstreiter (40 min) Albl (20 min) | Gardiens         | Peslarová (40 min) Škodová (20 min) | | Arbitrage : Agnese Kārkliņa et Anniina Nurmi Juges de lignes : Jennifer Cameron et Marine Dinant |
| 12 min                            | Pénalités        | 2 min                               | | Arbitrage : Agnese Kārkliņa et Anniina Nurmi Juges de lignes : Jennifer Cameron et Marine Dinant |
| 9                                 | Tirs             | 32                                  | | Arbitrage : Agnese Kārkliņa et Anniina Nurmi Juges de lignes : Jennifer Cameron et Marine Dinant |

| 29 août | Hongrie | 2-3 (TB) (1-1, 0-1, 1-0, 0-0, 0-1) | Suède | Scanel Hockey Arena 345 spectateurs |

| Feuille de match | Feuille de match                                                                     | Feuille de match    | Feuille de match | Feuille de match                                                                                      |
| ---------------- | ------------------------------------------------------------------------------------ | ------------------- | --- | --- |
|                  | - Kreisz (Gasparics) — 17 min 36 s (SN) - Kiss-Simon (Huszák, Mayer) — 48 min 19 s - | 0-1 1-1 1-2 2-2 2-3 | Jungåker (Lundin) — 17 min 36 s (SN) - L. Johansson (Nylén Persson, Jungåker) — 25 min 10 s (SN) - Olsson — 65 min (TB) | Arbitrage : Nikoleta Celárová et Cianna Lieffers Juges de lignes : Jessica Chartrand et Linnea Sainio |
| Németh           | Gardiens                                                                             | Boman               | | Arbitrage : Nikoleta Celárová et Cianna Lieffers Juges de lignes : Jessica Chartrand et Linnea Sainio |
| 4 min            | Pénalités                                                                            | 15 min              | | Arbitrage : Nikoleta Celárová et Cianna Lieffers Juges de lignes : Jessica Chartrand et Linnea Sainio |
| 42               | Tirs                                                                                 | 40                  | | Arbitrage : Nikoleta Celárová et Cianna Lieffers Juges de lignes : Jessica Chartrand et Linnea Sainio |

| 30 août | Suède | 0-3 (0-0, 0-1, 0-2) | Tchéquie | Scanel Hockey Arena 337 spectateurs |

| Feuille de match | Feuille de match | Feuille de match | Feuille de match | Feuille de match                                                                                            |
| ---------------- | ---------------- | ---------------- | --- | --- |
|                  |                  | 0-1 0-2 0-3      | Přibylová (Neubauerová, Horálková) — 29 min 11 s Mlýnková (Pátková, Pejšová) — 49 min 40 s Hymlarová (Křížová) — 52 min 12 s (CV) | Arbitrage : Julia Kainberger et Agnese Kārkliņa Juges de lignes : Jessica Chartrand et Marie-Pierre Jalbert |
| Söderberg        | Gardiens         | Peslarová        | | Arbitrage : Julia Kainberger et Agnese Kārkliņa Juges de lignes : Jessica Chartrand et Marie-Pierre Jalbert |
| 6 min            | Pénalités        | 6 min            | | Arbitrage : Julia Kainberger et Agnese Kārkliņa Juges de lignes : Jessica Chartrand et Marie-Pierre Jalbert |
| 27               | Tirs             | 24               | | Arbitrage : Julia Kainberger et Agnese Kārkliņa Juges de lignes : Jessica Chartrand et Marie-Pierre Jalbert |

| 30 août | Danemark | 2-3 (1-1, 1-0, 0-2) | Allemagne | Scanel Hockey Arena 1 150 spectateurs |

| Feuille de match | Feuille de match                                                           | Feuille de match    | Feuille de match | Feuille de match                                                                            |
| ---------------- | -------------------------------------------------------------------------- | ------------------- | --- | ------------------------------------------------------------------------------------------- |
|                  | Persson (Glud, Andersen) — 4 min 40 s - Russell (Jakobsen) — 28 min 57 s - | 1-0 1-1 2-1 2-2 2-3 | - Feldmeyer (Jobst-Smith, N. Eisenschmid) — 8 min 5 s - Kluge (Welcke) — 55 min 49 s T. Eisenschmid — 59 min 59 s (JS) | Arbitrage : Kaylen Hanson et Shauna Neary Juges de lignes : Marine Dinant et Magda Jonáková |
| Repstock-Romme   | Gardiens                                                                   | Abstreiter          | | Arbitrage : Kaylen Hanson et Shauna Neary Juges de lignes : Marine Dinant et Magda Jonáková |
| 4 min            | Pénalités                                                                  | 4 min               | | Arbitrage : Kaylen Hanson et Shauna Neary Juges de lignes : Marine Dinant et Magda Jonáková |
| 11               | Tirs                                                                       | 41                  | | Arbitrage : Kaylen Hanson et Shauna Neary Juges de lignes : Marine Dinant et Magda Jonáková |

##### Classement
| Clt   | Équipe    | PJ | V | VP | D | DP | BP | BC | Diff | Pts |
| ----- | --------- | -- | - | -- | - | -- | -- | -- | ---- | --- |
| +001, | Tchéquie  | 4  | 4 | 0  | 0 | 0  | 21 | 2  | +19  | 12  |
| +002, | Suède     | 3  | 1 | 2  | 1 | 0  | 12 | 10 | +2   | 7   |
| +003, | Hongrie   | 4  | 1 | 0  | 2 | 1  | 7  | 13 | -6   | 4   |
| +004, | Allemagne | 4  | 1 | 0  | 2 | 1  | 8  | 16 | -8   | 4   |
| +005, | Danemark  | 4  | 1 | 0  | 3 | 0  | 6  | 13 | -7   | 3   |

- En gras, qualifié pour les quarts de finale
- En italique, relégué en Division IA

### Phase finale

#### Tableau
|  | Quarts de finale | Quarts de finale |             |             | Demi-finales           | Demi-finales           |   |  | Finale      | Finale      |
|  | Quarts de finale | Quarts de finale |             |             | Demi-finales           | Demi-finales           |   |  | Finale      | Finale      |
|  |                  |                  |             |             |                        |                        |   |  |             |             |
|  | 1er septembre    | 1er septembre    |             |             | 3 septembre            | 3 septembre            |   |  | 4 septembre | 4 septembre |
|  | 1er septembre    | 1er septembre    |             |             | 3 septembre            | 3 septembre            |   |  | 4 septembre | 4 septembre |
|  | États-Unis       | 12               |             |             | 3 septembre            | 3 septembre            |   |  | 4 septembre | 4 septembre |
|  | États-Unis       | 12               |             |             | 3 septembre            | 3 septembre            |   |  | 4 septembre | 4 septembre |
|  | Hongrie          | 1                |             |             | 3 septembre            | 3 septembre            |   |  | 4 septembre | 4 septembre |
|  | Hongrie          | 1                | États-Unis  | 10          |                        |                        |   |  | 4 septembre | 4 septembre |
|  | 1er septembre    |                  | États-Unis  | 10          |                        |                        |   |  | 4 septembre | 4 septembre |
|  |                  | Tchéquie         | 1           |             |                        |                        |   |  | 4 septembre | 4 septembre |
|  | Finlande         | Tchéquie         | 1           | 1           |                        |                        |   |  | 4 septembre | 4 septembre |
|  | Finlande         |                  |             | 1           |                        |                        |   |  | 4 septembre | 4 septembre |
|  | Tchéquie         | 2 P              |             |             |                        |                        |   |  | 4 septembre | 4 septembre |
|  | Tchéquie         | 2 P              | États-Unis  | 1           |                        |                        |   |  |             |             |
|  | 1er septembre    |                  | États-Unis  | 1           |                        |                        |   |  |             |             |
|  |                  | Canada           | 2           |             |                        |                        |   |  |             |             |
|  | Canada           | Canada           | 2           | 3           |                        |                        |   |  |             |             |
|  | Canada           | 3 septembre      |             | 3           |                        |                        |   |  |             |             |
|  | Suède            | 0                |             |             |                        |                        |   |  |             |             |
|  | Suède            | 0                | Canada      | 8           |                        |                        |   |  |             |             |
|  | 1er septembre    | 1er septembre    | Canada      | 8           | Match pour la 3e place | Match pour la 3e place |   |  |             |             |
|  | 1er septembre    | 1er septembre    |             | Suisse      | Match pour la 3e place | Match pour la 3e place | 1 |  |             |             |
|  | Suisse           | 2 F              | 4 septembre | 4 septembre |                        |                        | 1 |  |             |             |
|  | Suisse           | 2 F              | 4 septembre | 4 septembre |                        |                        |   |  |             |             |
|  | Japon            | 1                |             | Tchéquie    | 4                      |                        |   |  |             |             |
|  | Japon            | 1                |             | Tchéquie    | 4                      |                        |   |  |             |             |
|  |                  |                  |             |             |                        |                        |   |  | Suisse      | 2           |
|  |                  |                  |             |             |                        |                        |   |  | Suisse      | 2           |

Légende :
- P : prolongation
- F : tirs de fusillade

#### Quarts de finale
| 1er septembre | Suisse | 2-1 (TB) (0-0, 0-1, 1-0, 0-0, 1-0) | Japon | KVIK Hockey Arena 891 spectateurs |

| Feuille de match | Feuille de match                                          | Feuille de match | Feuille de match               | Feuille de match                                                                                 |
| ---------------- | --------------------------------------------------------- | ---------------- | ------------------------------ | ------------------------------------------------------------------------------------------------ |
|                  | - Leemann (Raselli) — 46 min 1 s (SN) Marti — 70 min (TB) | 0-1 1-1 2-1      | Ito (Hitosato) — 34 min 35 s - | Arbitrage : Julia Kainberger et Cianna Lieffers Juges de lignes : Anna Hammar et Tiina Saarimäki |
| Brändli          | Gardiens                                                  | Masuhara         |                                | Arbitrage : Julia Kainberger et Cianna Lieffers Juges de lignes : Anna Hammar et Tiina Saarimäki |
| 2 min            | Pénalités                                                 | 8 min            |                                | Arbitrage : Julia Kainberger et Cianna Lieffers Juges de lignes : Anna Hammar et Tiina Saarimäki |
| 24               | Tirs                                                      | 33               |                                | Arbitrage : Julia Kainberger et Cianna Lieffers Juges de lignes : Anna Hammar et Tiina Saarimäki |

| 1er septembre | États-Unis | 12-1 (1-0, 9-0, 2-1) | Hongrie | KVIK Hockey Arena 923 spectateurs |

| Feuille de match | Feuille de match | Feuille de match                                        | Feuille de match                              | Feuille de match                                                                                   |
| ---------------- | --- | ------------------------------------------------------- | --------------------------------------------- | -------------------------------------------------------------------------------------------------- |
|                  | Heise (Dunne, Kessel) — 1 min 36 s Heise (Kessel, Dunne) — 21 min 25 s Bilka (Brandt) — 22 min 9 s Pannek (Kessel, Coyne Schofield) — 24 min 2 s Roque (Kessel, Coyne Schofield) — 25 min 20 s (SN) Dunne (Barnes, Heise) — 30 min 14 s Bilka (Knight, Harvey) — 32 min 39 s Stecklein (Kessel, Harvey) — 35 min 17 s Brandt (Harvey, Bilka) — 35 min 49 s Heise (Carpenter, Roque) — 38 min Knight (Bilka, Brandt) — 43 min - Bilka (Keller, Guilday) — 54 min 42 s | 1–0 2–0 3–0 4–0 5–0 6–0 7–0 8–0 9–0 10–0 11–0 11–1 12–1 | - Metzler (Huszák, Knee) — 52 min 51 s (SN) - | Arbitrage : Tijana Haack et Samantha Hiller Juges de lignes : Marie-Pierre Jalbert et Justine Todd |
| Hensley          | Gardiens | Németh                                                  |                                               | Arbitrage : Tijana Haack et Samantha Hiller Juges de lignes : Marie-Pierre Jalbert et Justine Todd |
| 6 min            | Pénalités | 4 min                                                   |                                               | Arbitrage : Tijana Haack et Samantha Hiller Juges de lignes : Marie-Pierre Jalbert et Justine Todd |
| 69               | Tirs | 10                                                      |                                               | Arbitrage : Tijana Haack et Samantha Hiller Juges de lignes : Marie-Pierre Jalbert et Justine Todd |

| 1er septembre | Finlande | 1-2 (pr) (0-0, 0-1, 1-0, 0-1) | Tchéquie | Scanel Hockey Arena 326 spectateurs |

| Feuille de match | Feuille de match                             | Feuille de match | Feuille de match                                   | Feuille de match                                                                               |
| ---------------- | -------------------------------------------- | ---------------- | -------------------------------------------------- | ---------------------------------------------------------------------------------------------- |
|                  | - Tulus (Holopainen, Rantala) — 48 min 1 s - | 0–1 1–1 1–2      | Pejšová (Mills) — 37 min - Tejralová — 60 min 41 s | Arbitrage : Kaylen Hanson et Shauna Neary Juges de lignes : Jessica Chartrand et Marine Dinant |
| Keisala          | Gardiens                                     | Peslarová        |                                                    | Arbitrage : Kaylen Hanson et Shauna Neary Juges de lignes : Jessica Chartrand et Marine Dinant |
| 6 min            | Pénalités                                    | 6 min            |                                                    | Arbitrage : Kaylen Hanson et Shauna Neary Juges de lignes : Jessica Chartrand et Marine Dinant |
| 37               | Tirs                                         | 33               |                                                    | Arbitrage : Kaylen Hanson et Shauna Neary Juges de lignes : Jessica Chartrand et Marine Dinant |

| 1er septembre | Canada | 3-0 (1-0, 1-0, 1-0) | Suède | KVIK Hockey Arena 927 spectateurs |

| Feuille de match | Feuille de match                                                                                               | Feuille de match | Feuille de match | Feuille de match                                                                                 |
| ---------------- | --- | ---------------- | ---------------- | ------------------------------------------------------------------------------------------------ |
|                  | Larocque (Fast, Poulin) — 17 min 11 s Potomak (Shelton) — 33 min 56 s Ambrose (Potomak, Maltais) — 53 min 10 s | 1–0 2–0 3–0      |                  | Arbitrage : Anniina Nurmi et Amanda Tassoni Juges de lignes : Jennifer Cameron et Magda Jonáková |
| Desbiens         | Gardiens | Söderberg        |                  | Arbitrage : Anniina Nurmi et Amanda Tassoni Juges de lignes : Jennifer Cameron et Magda Jonáková |
| 8 min            | Pénalités | 16 min           |                  | Arbitrage : Anniina Nurmi et Amanda Tassoni Juges de lignes : Jennifer Cameron et Magda Jonáková |
| 57               | Tirs | 9                |                  | Arbitrage : Anniina Nurmi et Amanda Tassoni Juges de lignes : Jennifer Cameron et Magda Jonáková |

#### Matchs de classement
| 3 septembre | Finlande | 3-2 (pr) (1-0, 1-2, 0-0, 1-0) | Hongrie | KVIK Hockey Arena 344 spectateurs |

| Feuille de match | Feuille de match | Feuille de match    | Feuille de match                                                      | Feuille de match                                                                                      |
| ---------------- | --- | ------------------- | --------------------------------------------------------------------- | --- |
|                  | Tapani (Nieminen, Parkkonen) — 6 min 55 s Tulus (Nieminen, Savolainen) — 20 min 58 s - Holopainen (Tapani, Laitinen) — 61 min 26 s | 1-0 2-0 2-1 2-2 3-2 | - Metzler (Strobl) — 23 min 30 s Huszák (Szamosfalvi) — 31 min 45 s - | Arbitrage : Kaylen Hanson et Agnese Kārkliņa Juges de lignes : Marie-Pierre Jalbert et Magda Jonáková |
| Keisala          | Gardiens | Németh              |                                                                       | Arbitrage : Kaylen Hanson et Agnese Kārkliņa Juges de lignes : Marie-Pierre Jalbert et Magda Jonáková |
| 10 min           | Pénalités | 4 min               |                                                                       | Arbitrage : Kaylen Hanson et Agnese Kārkliņa Juges de lignes : Marie-Pierre Jalbert et Magda Jonáková |
| 38               | Tirs | 18                  |                                                                       | Arbitrage : Kaylen Hanson et Agnese Kārkliņa Juges de lignes : Marie-Pierre Jalbert et Magda Jonáková |

| 3 septembre | Japon | 5-4 (0-3, 3-0, 2-1) | Suède | Scanel Hockey Arena 378 spectateurs |

| Feuille de match | Feuille de match | Feuille de match                    | Feuille de match | Feuille de match                                                                                |
| ---------------- | --- | ----------------------------------- | --- | ----------------------------------------------------------------------------------------------- |
|                  | - Toko (Hitosato, Enomoto) — 24 min 1 s Enomoto (Ito, Toko) — 25 min 19 s Ito (Toko, Hikosato) — 39 min 19 s Toko (Aoi Shiga) — 47 min 22 s - Koyama (Yamashita) — 57 min 12 s | 0–1 0–2 0–3 1–3 2–3 3–3 4–3 4–4 5–4 | Murén (T. Johansson) — 6 min 33 s Carlsson (Olsson, Adolfsson) — 10 min 18 s Nylén Persson (Olsson) — 19 min 56 s (SN) - Olsson (Hjalmarsson) — 48 min 40 s - | Arbitrage : Nikoleta Celárová et Kaisa Ketonen Juges de lignes : Marine Dinant et Linnea Sainio |
| Masuhara         | Gardiens | Söderberg                           | | Arbitrage : Nikoleta Celárová et Kaisa Ketonen Juges de lignes : Marine Dinant et Linnea Sainio |
| 8 min            | Pénalités | 6 min                               | | Arbitrage : Nikoleta Celárová et Kaisa Ketonen Juges de lignes : Marine Dinant et Linnea Sainio |
| 28               | Tirs | 36                                  | | Arbitrage : Nikoleta Celárová et Kaisa Ketonen Juges de lignes : Marine Dinant et Linnea Sainio |

#### Demi-finales
| 3 septembre | États-Unis | 10-1 (6-0, 2-1, 2-0) | Tchéquie | KVIK Hockey Arena 851 spectateurs |

| Feuille de match | Feuille de match | Feuille de match                             | Feuille de match                                 | Feuille de match                                                                                       |
| ---------------- | --- | -------------------------------------------- | ------------------------------------------------ | --- |
|                  | Heise (Carpenter) — 7 min 53 s Scamurra (Zumwinkle, Compher) — 9 min 50 s Kessel (Heise) — 10 min 47 s Knight (Heise, Keller) — 14 min 56 s (SN) Knight (Bilka, Dunne) — 18 min 18 s Compher (Eden, Keller) — 19 min 25 s Kessel (Roque, Harvey) — 26 min 56 s - Kessel (Heise) — 31 min 30 s Harvey (Scamurra) — 50 min 36 s Heise (Kessel) — 52 min 33 s | 1–0 2–0 3–0 4–0 5–0 6–0 7–0 7–1 8–1 9–1 10–1 | - Hymlarová (Křížová, Tejralová) — 31 min 16 s - | Arbitrage : Julia Kainberger et Amanda Tassoni Juges de lignes : Jennifer Cameron et Jessica Chartrand |
| Hensley          | Gardiens | Peslarová (20 min) Škodová '40 min)          |                                                  | Arbitrage : Julia Kainberger et Amanda Tassoni Juges de lignes : Jennifer Cameron et Jessica Chartrand |
| 6 min            | Pénalités | 12 min                                       |                                                  | Arbitrage : Julia Kainberger et Amanda Tassoni Juges de lignes : Jennifer Cameron et Jessica Chartrand |
| 39               | Tirs | 10                                           |                                                  | Arbitrage : Julia Kainberger et Amanda Tassoni Juges de lignes : Jennifer Cameron et Jessica Chartrand |

| 3 septembre | Canada | 8-1 (2-0, 2-1, 4-0) | Suisse | KVIK Hockey Arena 864 spectateurs |

| Feuille de match | Feuille de match | Feuille de match                    | Feuille de match                                     | Feuille de match                                                                              |
| ---------------- | --- | ----------------------------------- | ---------------------------------------------------- | --------------------------------------------------------------------------------------------- |
|                  | O'Neill (Shelton) — 13 min 37 s Eldridge (Maltais, Shelton) — 13 min 47 s Jenner (Larocque) — 23 min Fillier (Clark) — 27 min 32 s - Poulin (Potomak, Fast) — 41 min 17 s Nurse (Fillier, Poulin) — 43 min 39 s Poulin (Potomak, Jenner) — 45 min 14 s Clark (Fillier) — 54 min 13 s | 1–0 2–0 3–0 4–0 4–1 5–1 6–1 7–1 8–1 | - Christen (Stalder, Leemann) — 32 min 31 s (2 SN) - | Arbitrage : Tijana Haack et Samantha Hiller Juges de lignes : Tiina Saarimäki et Justine Todd |
| Desbiens         | Gardiens | Maurer                              |                                                      | Arbitrage : Tijana Haack et Samantha Hiller Juges de lignes : Tiina Saarimäki et Justine Todd |
| 10 min           | Pénalités | 8 min                               |                                                      | Arbitrage : Tijana Haack et Samantha Hiller Juges de lignes : Tiina Saarimäki et Justine Todd |
| 56               | Tirs | 6                                   |                                                      | Arbitrage : Tijana Haack et Samantha Hiller Juges de lignes : Tiina Saarimäki et Justine Todd |

#### Match pour la cinquième place
| 4 septembre | Finlande | 0-1 (TB) (0-0, 0-0, 0-0, 0-0, 0-1) | Japon | Scanel Hockey Arena 303 spectateurs |

| Feuille de match | Feuille de match | Feuille de match | Feuille de match     | Feuille de match                                                                                   |
| ---------------- | ---------------- | ---------------- | -------------------- | -------------------------------------------------------------------------------------------------- |
|                  |                  | 0-1              | Koyama — 70 min (TB) | Arbitrage : Kaylen Hanson et Shauna Neary Juges de lignes : Marie-Pierre Jalbert et Magda Jonáková |
| Keisala          | Gardiens         | Masuhura         |                      | Arbitrage : Kaylen Hanson et Shauna Neary Juges de lignes : Marie-Pierre Jalbert et Magda Jonáková |
| 0 min            | Pénalités        | 2 min            |                      | Arbitrage : Kaylen Hanson et Shauna Neary Juges de lignes : Marie-Pierre Jalbert et Magda Jonáková |
| 61               | Tirs             | 17               |                      | Arbitrage : Kaylen Hanson et Shauna Neary Juges de lignes : Marie-Pierre Jalbert et Magda Jonáková |

#### Match pour la troisième place
| 4 septembre | Suisse | 2-4 (1-2, 0-2, 1-0) | Tchéquie | KVIK Hockey Arena 1 294 spectateurs |

| Feuille de match | Feuille de match                                                                              | Feuille de match        | Feuille de match | Feuille de match                                                                                 |
| ---------------- | --------------------------------------------------------------------------------------------- | ----------------------- | --- | ------------------------------------------------------------------------------------------------ |
|                  | - Marti (Christen, Leemann) — 11 min 19 s (SN) - Vallario (Rüegg, Stalder) — 49 min 11 s (SN) | 0-1 1-1 1-2 1-3 1-4 2-4 | Mlýnková (Mrázová, Tejralová) — 7 min 3 s (SN) - Pejšová (Lásková) — 15 min 7 s Přibylová (Neubauerová, Peslarová) — 22 min 6 s Mlýnková (Mrázová) — 29 min 59 s - | Arbitrage : Samantha Hiller et Cianna Lieffers Juges de lignes : Jennifer Cameron et Anna Hammar |
| Brändli          | Gardiens                                                                                      | Peslarová               | | Arbitrage : Samantha Hiller et Cianna Lieffers Juges de lignes : Jennifer Cameron et Anna Hammar |
| 12 min           | Pénalités                                                                                     | 14 min                  | | Arbitrage : Samantha Hiller et Cianna Lieffers Juges de lignes : Jennifer Cameron et Anna Hammar |
| 20               | Tirs                                                                                          | 27                      | | Arbitrage : Samantha Hiller et Cianna Lieffers Juges de lignes : Jennifer Cameron et Anna Hammar |

#### Finale
| 4 septembre | États-Unis | 1-2 (0-0, 1-2, 0-0) | Canada | KVIK Hockey Arena 1 738 spectateurs |

| Feuille de match | Feuille de match                                     | Feuille de match | Feuille de match                                                                    | Feuille de match                                                                              |
| ---------------- | ---------------------------------------------------- | ---------------- | ----------------------------------------------------------------------------------- | --------------------------------------------------------------------------------------------- |
|                  | - Roque (Kessel, Coyne Schofield) — 39 min 39 s (SN) | 0-1 0-2 1-2      | Jenner (Poulin, Shelton) — 29 min 30 s Jenner (Fillier, Nurse) — 30 min 54 s (SN) - | Arbitrage : Anniina Nurmi et Amanda Tassoni Juges de lignes : Tiina Saarimäki et Justine Todd |
| Hensley          | Gardiens                                             | Desbiens         |                                                                                     | Arbitrage : Anniina Nurmi et Amanda Tassoni Juges de lignes : Tiina Saarimäki et Justine Todd |
| 8 min            | Pénalités                                            | 6 min            |                                                                                     | Arbitrage : Anniina Nurmi et Amanda Tassoni Juges de lignes : Tiina Saarimäki et Justine Todd |
| 21               | Tirs                                                 | 19               |                                                                                     | Arbitrage : Anniina Nurmi et Amanda Tassoni Juges de lignes : Tiina Saarimäki et Justine Todd |

### Classement final
| Place              | Équipe     |
| ------------------ | ---------- |
| Médaille d'or      | Canada     |
| Médaille d'argent  | États-Unis |
| Médaille de bronze | Tchéquie   |
| 4                  | Suisse     |
| 5                  | Japon      |
| 6                  | Finlande   |
| 7                  | Suède      |
| 8                  | Hongrie    |
| 9                  | Allemagne  |
| 10                 | Danemark   |

- En italique, relégué en division IA

### Récompenses individuelles
| Poste       | Joueuse         |
| ----------- | --------------- |
| Gardienne   | Klára Peslarová |
| Défenseuses | Daniela Pejšová |
| Défenseuses | Caroline Harvey |
| Attaquantes | Taylor Heise    |
| Attaquantes | Sarah Fillier   |
| Attaquantes | Amanda Kessel   |

| Poste      | Joueuse         |
| ---------- | --------------- |
| Gardienne  | Nicole Hensley  |
| Défenseuse | Daniela Pejšová |
| Attaquante | Taylor Heise    |
| MVP        | Taylor Heise    |

### Statistiques individuelles
Pour les significations des abréviations, voir statistiques du hockey sur glace.
| Clt | Joueuse                 | Équipe     | PJ | B | A  | Pts | Pun | +/- |
| --- | ----------------------- | ---------- | -- | - | -- | --- | --- | --- |
| 1   | Taylor Heise            | États-Unis | 7  | 7 | 11 | 18  | 2   | +16 |
| 2   | Amanda Kessel           | États-Unis | 7  | 6 | 11 | 17  | 4   | +17 |
| 3   | Hannah Bilka            | États-Unis | 7  | 5 | 7  | 12  | 4   | +13 |
| 4   | Sarah Fillier           | Canada     | 7  | 5 | 6  | 11  | 6   | +4  |
| 5   | Kendall Coyne Schofield | États-Unis | 7  | 1 | 10 | 11  | 2   | +5  |
| 6   | Marie-Philip Poulin     | Canada     | 7  | 5 | 5  | 10  | 6   | +4  |
| 7   | Hilary Knight           | États-Unis | 7  | 6 | 3  | 9   | 0   | +11 |
| 8   | Daniela Pejšová         | Tchéquie   | 7  | 5 | 4  | 9   | 6   | +6  |
| 9   | Alexandra Carpenter     | États-Unis | 7  | 2 | 7  | 9   | 0   | +15 |
| 9   | Ella Shelton            | Canada     | 7  | 2 | 7  | 9   | 0   | +8  |

| Clt                                                                                                   | Joueuse                  | Équipe     | PJ | Min          | BC   | Moy | %Arr  | Bl   |
| --- | ------------------------ | ---------- | -- | ------------ | ---- | --- | ----- | ---- |
| 1 | Lisa Jensen              | Danemark   | 2  | 120 min      | 2,50 | 0   | 94,68 | 1    |
| 2 | Ann-Renée Desbiens       | Canada     | 5  | 300 min      | 0,80 | 0   | 93,44 | 1    |
| 3 | Anni Keisala             | Finlande   | 6  | 350 min 32 s | 2,05 | 0   | 93,44 | 1USA |
| 4 | Nicole Hensley           | États-Unis | 5  | 277 min 21 s | 1,08 | 0   | 92,96 | 1    |
| 5 | Miyuu Masuhara           | Japon      | 6  | 349 min 48 s | 3,26 | 0   | 91,48 | 1    |
| 6 | Klára Peslarová          | Tchéquie   | 7  | 360 min 41 s | 1,83 | 0   | 91,43 | 1    |
| 7 | Emma Söderberg           | Suède      | 5  | 303 min 8 s  | 2,97 | 0   | 90,62 | 0    |
| 8 | Andrea Brändli           | Suisse     | 6  | 298 min 37 s | 3,42 | 0   | 89,82 | 0    |
| 9 | Cassandra Repstock-Romme | Danemark   | 2  | 120 min      | 4,00 | 0   | 89,61 | 0    |
| 10 | Aniko Németh             | Hongrie    | 6  | 356 min 20 s | 4,38 | 0   | 88,65 | 0    |
| Nota : seules sont classées les gardiennes ayant joué au minimum 40 % du temps de jeu de leur équipe. |                          |            |    |              |      |     |       |      |

## Autres divisions

### Division I

#### Groupe A

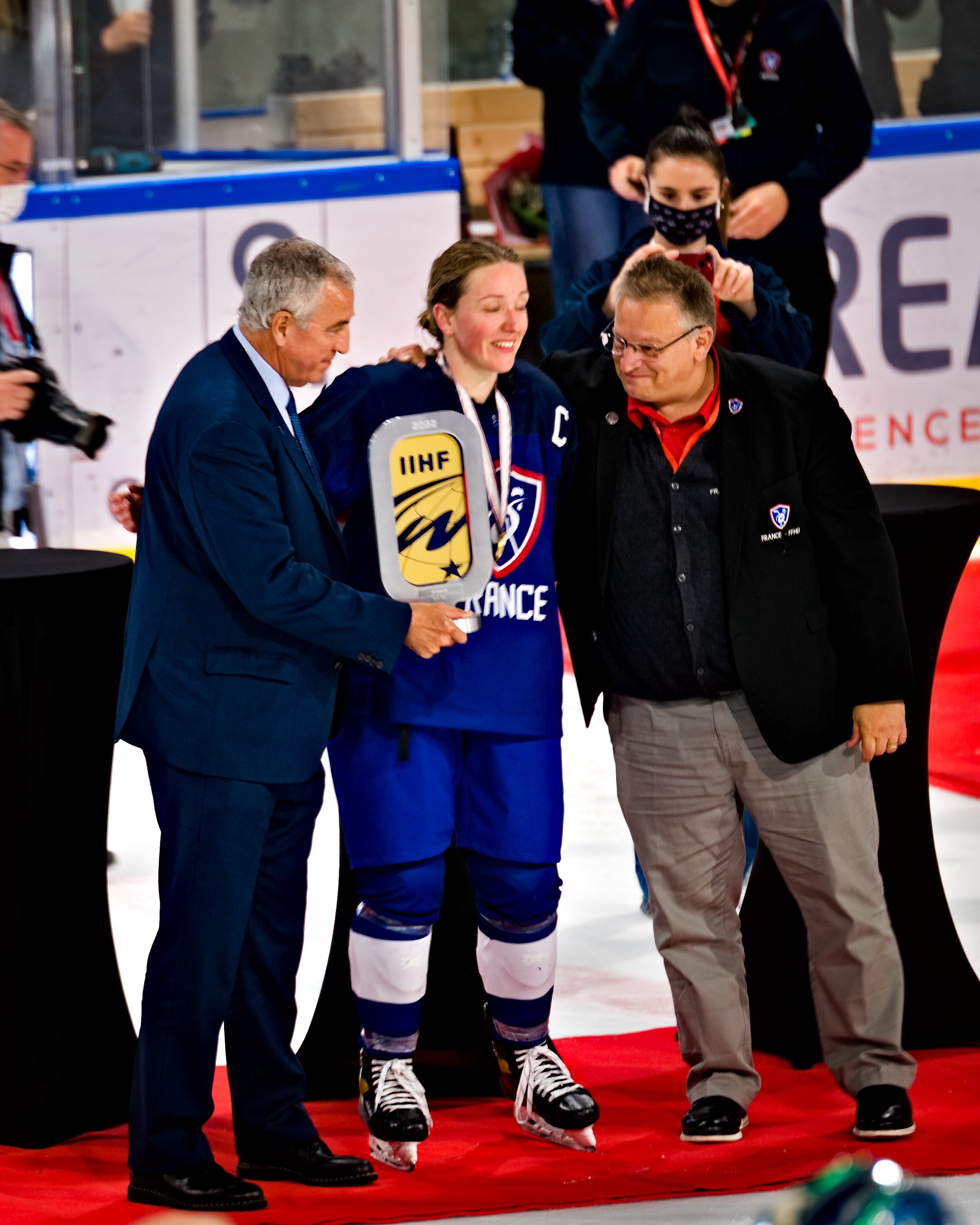
Remise du trophée à Marion Allemoz, capitaine de l'équipe de France, par les présidents de l'IIHF Luc Tardif et de la fédération française de hockey sur glace Pierre-Yves Gerbeau

La compétition se déroule du 24 au 30 avril 2022 à Angers en France.
Légende :
- En gras, promu en Division élite
- En italique, relégué en Division I, groupe B
- P : Prolongations
- F : Tirs de fusillade

Pour les significations des abréviations, voir statistiques du hockey sur glace.
| Clt   | Équipe    | PJ | V | VP | D | DP | BP | BC | Diff | Pts |
| ----- | --------- | -- | - | -- | - | -- | -- | -- | ---- | --- |
| +001, | France    | 4  | 3 | 0  | 0 | 1  | 14 | 5  | +9   | 10  |
| +002, | Norvège   | 4  | 2 | 0  | 1 | 1  | 13 | 10 | +3   | 7   |
| +003, | Slovaquie | 4  | 2 | 0  | 2 | 0  | 7  | 8  | -1   | 6   |
| +004, | Autriche  | 4  | 0 | 3  | 1 | 0  | 10 | 8  | +2   | 6   |
| +005, | Pays-Bas  | 4  | 0 | 0  | 3 | 1  | 4  | 17 | -13  | 1   |

| 24 avril | Pays-Bas  | 1   | 2 F | Autriche  |
| 24 avril | Slovaquie | 1   | 2   | Norvège   |
| 25 avril | Norvège   | 7   | 1   | Pays-Bas  |
| 25 avril | France    | 4   | 0   | Slovaquie |
| 27 avril | Norvège   | 3   | 4 P | Autriche  |
| 27 avril | France    | 4   | 0   | Slovaquie |
| 28 avril | Slovaquie | 4   | 1   | Pays-Bas  |
| 28 avril | Autriche  | 3 P | 2   | France    |
| 30 avril | Autriche  | 1   | 2   | Slovaquie |
| 30 avril | France    | 4   | 1   | Norvège   |

#### Groupe B
La compétition se déroule du 8 au 14 avril 2022 à Katowice en Pologne.
Légende :
- En gras, promu en Division I, groupe A
- En italique, relégué en Division II, groupe A
- P : Prolongations

Pour les significations des abréviations, voir statistiques du hockey sur glace.
| Clt   | Équipe       | PJ | V | VP | D | DP | BP | BC | Diff | Pts |
| ----- | ------------ | -- | - | -- | - | -- | -- | -- | ---- | --- |
| +001, | Chine        | 5  | 5 | 0  | 0 | 0  | 38 | 9  | +29  | 15  |
| +002, | Pologne      | 5  | 3 | 1  | 1 | 0  | 16 | 13 | +3   | 11  |
| +003, | Italie       | 5  | 2 | 0  | 2 | 1  | 11 | 15 | -4   | 7   |
| +004, | Kazakhstan   | 5  | 2 | 0  | 3 | 0  | 10 | 11 | -1   | 6   |
| +005, | Corée du Sud | 5  | 1 | 0  | 4 | 0  | 5  | 15 | -10  | 3   |
| +006, | Slovénie     | 5  | 1 | 0  | 4 | 0  | 6  | 23 | -17  | 3   |

| 8 avril  | Slovénie     | 3   | 1  | Italie       |
| 8 avril  | Chine        | 5   | 0  | Corée du Sud |
| 8 avril  | Kazakhstan   | 1   | 3  | Pologne      |
| 9 avril  | Corée du Sud | 1   | 5  | Kazakhstan   |
| 9 avril  | Italie       | 3   | 6  | Chine        |
| 9 avril  | Pologne      | 4   | 0  | Slovénie     |
| 11 avril | Slovénie     | 2   | 14 | Chine        |
| 11 avril | Italie       | 1   | 0  | Kazakhstan   |
| 11 avril | Corée du Sud | 1   | 2  | Pologne      |
| 12 avril | Chine        | 6   | 2  | Kazakhstan   |
| 12 avril | Corée du Sud | 2   | 1  | Slovénie     |
| 12 avril | Pologne      | 5 P | 4  | Italie       |
| 14 avril | Italie       | 2   | 1  | Corée du Sud |
| 14 avril | Kazakhstan   | 2   | 0  | Slovénie     |
| 14 avril | Pologne      | 2   | 7  | Chine        |

### Division II

#### Groupe A
La compétition se déroule du 3 au 8 avril 2022 à Jaca en Espagne.
La Corée du Nord déclare forfait en raison de la pandémie de Covid-19 et des restrictions de voyage qui en découlent.
Légende :
- En gras, promu en Division I, groupe B
- En italique, relégué en division II, groupe B
- Forfait
- P : Prolongations
- F : Tirs de fusillade

Pour les significations des abréviations, voir statistiques du hockey sur glace.
| Clt   | Équipe          | PJ | V | VP | D | DP | BP | BC | Diff | Pts |
| ----- | --------------- | -- | - | -- | - | -- | -- | -- | ---- | --- |
| +001, | Grande-Bretagne | 4  | 4 | 0  | 0 | 0  | 18 | 1  | +17  | 12  |
| +002, | Lettonie        | 4  | 1 | 1  | 1 | 1  | 14 | 12 | +2   | 6   |
| +003, | Espagne         | 4  | 1 | 1  | 2 | 0  | 6  | 6  | 0    | 5   |
| +004, | Taipei chinois  | 4  | 1 | 0  | 2 | 1  | 10 | 20 | -10  | 4   |
| +005, | Mexique         | 4  | 1 | 0  | 3 | 0  | 6  | 15 | -9   | 3   |
|       | Corée du Nord   | 0  | 0 | 0  | 0 | 0  | 0  | 0  | 0    | 0   |

| 3 avril | Taipei chinois  | 0 | 8   | Grande-Bretagne |
| 3 avril | Lettonie        | 0 | 1 F | Espagne         |
| 4 avril | Mexique         | 2 | 4   | Taipei chinois  |
| 5 avril | Mexique         | 2 | 8   | Lettonie        |
| 5 avril | Grande-Bretagne | 3 | 1   | Espagne         |
| 6 avril | Taipei chinois  | 5 | 6 P | Lettonie        |
| 7 avril | Grande-Bretagne | 3 | 0   | Mexique         |
| 7 avril | Espagne         | 4 | 1   | Taipei chinois  |
| 8 avril | Lettonie        | 0 | 4   | Grande-Bretagne |
| 8 avril | Espagne         | 0 | 2   | Mexique         |

#### Groupe B
La compétition se déroule du 17 au 22 mai 2022 à Zagreb en Croatie.
La Nouvelle-Zélande déclare forfait en raison de la pandémie de Covid-19.
Légende :
- En gras, promu en Division II, groupe A
- En italique, relégué en Division III, groupe A
- Forfait
- F : Tirs de fusillade

Pour les significations des abréviations, voir statistiques du hockey sur glace.
| Clt   | Équipe           | PJ | V | VP | D | DP | BP | BC | Diff | Pts |
| ----- | ---------------- | -- | - | -- | - | -- | -- | -- | ---- | --- |
| +001, | Islande          | 4  | 3 | 1  | 0 | 0  | 26 | 5  | +21  | 11  |
| +002, | Australie        | 4  | 3 | 0  | 0 | 1  | 38 | 2  | +36  | 10  |
| +003, | Turquie          | 4  | 2 | 0  | 2 | 0  | 28 | 13 | +15  | 6   |
| +004, | Afrique du Sud   | 4  | 1 | 0  | 3 | 0  | 4  | 39 | -35  | 3   |
| +005, | Croatie          | 4  | 0 | 0  | 4 | 0  | 6  | 43 | -37  | 0   |
| -     | Nouvelle-Zélande | 0  | 0 | 0  | 0 | 0  | 0  | 0  | 0    | 0   |

| 17 avril | Afrique du Sud | 1  | 10  | Islande        |
| 17 avril | Australie      | 7  | 0   | Turquie        |
| 18 avril | Croatie        | 2  | 3   | Afrique du Sud |
| 19 avril | Islande        | 3  | 2   | Turquie        |
| 19 avril | Croatie        | 0  | 13  | Australie      |
| 20 avril | Afrique du Sud | 0  | 17  | Australie      |
| 21 avril | Turquie        | 10 | 0   | Afrique du Sud |
| 21 avril | Islande        | 11 | 1   | Croatie        |
| 22 avril | Australie      | 1  | 2 F | Islande        |
| 22 avril | Turquie        | 16 | 3   | Croatie        |

### Division III

#### Groupe A
La compétition se déroule du 4 au 9 avril 2022 à Sofia en Bulgarie.
Hong Kong et la Roumanie déclarent forfait en raison de la pandémie de Covid-19,. L'Ukraine ne participe pas en raison de l'invasion de son pays par la Russie.
En raison des nombreux forfaits, il ne reste que 3 équipes. Chaque équipe rencontre les deux autres deux fois, permettant ainsi à chacune de disputer quatre matchs.
Légende :
- En gras, promu en Division II, groupe B
- Forfait
- P : Prolongations
- F : Tirs de fusillade

Pour les significations des abréviations, voir statistiques du hockey sur glace.
| Clt   | Équipe    | PJ | V | VP | D | DP | BP | BC | Diff | Pts |
| ----- | --------- | -- | - | -- | - | -- | -- | -- | ---- | --- |
| +001, | Belgique  | 4  | 3 | 0  | 1 | 0  | 26 | 3  | +23  | 9   |
| +002, | Lituanie  | 4  | 3 | 0  | 1 | 0  | 14 | 15 | -1   | 9   |
| +003, | Bulgarie  | 4  | 0 | 0  | 4 | 0  | 5  | 27 | -22  | 0   |
|       | Hong Kong | 0  | 0 | 0  | 0 | 0  | 0  | 0  | 0    | 0   |
|       | Roumanie  | 0  | 0 | 0  | 0 | 0  | 0  | 0  | 0    | 0   |
|       | Ukraine   | 0  | 0 | 0  | 0 | 0  | 0  | 0  | 0    | 0   |

| 4 avril | Belgique | 2 | 3 | Lituanie |
| 5 avril | Lituanie | 8 | 3 | Bulgarie |
| 6 avril | Belgique | 8 | 0 | Bulgarie |
| 7 avril | Lituanie | 0 | 8 | Belgique |
| 8 avril | Bulgarie | 2 | 3 | Lituanie |
| 9 avril | Bulgarie | 0 | 8 | Belgique |

#### Groupe B
La compétition se déroule du 22 au 25 mars 2022 à Belgrade en Serbie.
L'Iran devait participer mais à renoncé afin de ne pas jouer contre Israël.
Légende :
- En gras, promu en Division III, groupe A
- Forfait
- P : Prolongations
- F : Tirs de fusillade

Pour les significations des abréviations, voir statistiques du hockey sur glace.
| Clt   | Équipe             | PJ | V | VP | D | DP | BP | BC | Diff | Pts |
| ----- | ------------------ | -- | - | -- | - | -- | -- | -- | ---- | --- |
| +001, | Estonie            | 3  | 3 | 0  | 0 | 0  | 24 | 1  | +23  | 9   |
| +002, | Serbie             | 3  | 2 | 0  | 1 | 0  | 11 | 5  | +6   | 6   |
| +003, | Bosnie-Herzégovine | 3  | 1 | 0  | 2 | 0  | 7  | 16 | -9   | 3   |
| +004, | Israël             | 3  | 0 | 0  | 3 | 0  | 1  | 21 | -20  | 0   |
| -     | Iran               | 0  | 0 | 0  | 0 | 0  | 0  | 0  | 0    | 0   |

| 22 mars | Bosnie-Herzégovine | 5  | 1  | Israël             |
| 22 mars | Estonie            | 4  | 0  | Serbie             |
| 23 mars | Israël             | 0  | 10 | Estonie            |
| 23 mars | Bosnie-Herzégovine | 1  | 5  | Serbie             |
| 25 mars | Estonie            | 10 | 1  | Bosnie-Herzégovine |
| 25 mars | Serbie             | 6  | 0  | Israël             |

### Division élite)
1. ↑  (en) « IIHF Council takes definitive action over Russia, Belarus », sur iihf.com, 28 février 2022 (consulté le 3 avril 2022)
2. ↑  (en) « Competition officials » [PDF], sur stats.iihf.com, 24 août 2022 (consulté le 29 août 2022)
3. ↑  (en) « JPN - USA : 0-10 » [PDF], sur stats.iihf.com, 25 août 2022 (consulté le 29 août 2022)
4. ↑  (en) « FIN - CAN : 1-4 » [PDF], sur stats.iihf.com, 25 août 2022 (consulté le 29 août 2022)
5. ↑  (en) « SUI - JPN : 3-1 » [PDF], sur stats.iihf.com, 26 août 2022 (consulté le 29 août 2022)
6. ↑  (en) « USA - FIN : 6-1 » [PDF], sur stats.iihf.com, 27 août 2022 (consulté le 29 août 2022)
7. ↑  (en) « CAN - SUI : 4-1 » [PDF], sur stats.iihf.com, 27 août 2022 (consulté le 29 août 2022)
8. ↑  (en) « JPN - CAN : 0-9 » [PDF], sur stats.iihf.com, 28 août 2022 (consulté le 29 août 2022)
9. ↑  (en) « FIN - JPN : 9-3 » [PDF], sur stats.iihf.com, 29 août 2022 (consulté en août 2022)
10. ↑  (en) « USA - SUI : 9-0 » [PDF], sur stats.iihf.com, 29 août 2022 (consulté le 29 août 2022)
11. ↑  (en) « SUI - FIN : 0-4 » [PDF], sur stats.iihf.com, 30 août 2022 (consulté le 30 août 2022)
12. ↑  (en) « CAN - USA : 2-5 » [PDF], sur stats.iihf.com, 30 août 2022 (consulté le 30 août 2022)
13. 1 2  (en) « Tournament progress (Div. élite) » [PDF], sur stats.iihf.com, 30 août 2022 (consulté le 30 août 2022)
14. ↑  (en) « GER - HUN : 2-4 » [PDF], sur stats.iihf.com, 25 août 2022 (consulté le 29 août 2022)
15. ↑  (en) « DEN - SWE : 2-5 » [PDF], sur stats.iihf.com, 25 août 2022 (consulté le 29 août 2022)
16. ↑  (en) « HUN - CZE : 1-7 » [PDF], sur stats.iihf.com, 26 août 2022 (consulté le 29 août 2022)
17. ↑  (en) « SWE - GER : 4-3 » [PDF], sur stats.iihf.com, 27 août 2022 (consulté le 29 août 2022)
18. ↑  (en) « CZE - DEN : 5-1 » [PDF], sur stats.iihf.com, 27 août 2022 (consulté le 29 août 2022)
19. ↑  (en) « DEN - HUN : 1-0 » [PDF], sur stats.iihf.com, 28 août 2022 (consulté le 29 août 2022)
20. ↑  (en) « GER - CZE : 0-6 » [PDF], sur stats.iihf.com, 29 août 2022 (consulté le 29 août 2022)
21. ↑  (en) « HUN - SWE : 2-3 » [PDF], sur stats.iihf.com, 29 août 2022 (consulté le 29 août 2022)
22. ↑  (en) « SWE - CZE : 0-3 » [PDF], sur stats.iihf.com, 30 août 2022 (consulté le 30 août 2022)
23. ↑  (en) « DEN - GER : 2-3 » [PDF], sur stats.iihf.com, 30 août 2022 (consulté le 30 août 2022)
24. ↑  (en) « SUI - JPN : 2-1 » [PDF], sur stats.iihf.com, 1er septembre 2022 (consulté le 1er septembre 2022)
25. ↑  (en) « USA - HUN : 12-1 » [PDF], sur stats.iihf.com, 1er septembre 2022 (consulté le 1er septembre 2022)
26. ↑  (en) « FIN - CZE : 1-2 » [PDF], sur stats.iihf.com, 1er septembre 2022 (consulté le 1er septembre 2022)
27. ↑  (en) « CAN - SWE : 3-0 » [PDF], sur stats.iihf.com, 1er septembre 2022 (consulté le 1er septembre 2022)
28. ↑  (en) « FIN - HUN : 3-2 » [PDF], sur stats.iihf.com, 3 septembre 2022 (consulté le 3 septembre 2022)
29. ↑  (en) « JPN - SWE : 5-4 » [PDF], sur stats.iihf.com, 3 septembre 2022 (consulté le 3 septembre 2022)
30. ↑  (en) « USA - CZE : 10-1 » [PDF], sur stats.iihf.com, 3 septembre 2022 (consulté en septembre 2022)
31. ↑  (en) « CAN - SUI : 8-1 » [PDF], sur stats.iihf.com, 3 septembre 2022 (consulté le 3 septembre 2022)
32. ↑  (en) « FIN - JPN :0-1 » [PDF], sur stats.iihf.com, 4 septembre 2022 (consulté le 5 septembre 2022)
33. ↑  (en) « SUI - CZE : 2-4 » [PDF], sur stats.iihf.com, 4 septembre 2022 (consulté le 4 septembre 2022)
34. ↑  (en) « USA - CAN : 1-2 » [PDF], sur stats.iihf.com, 4 septembre 2022 (consulté le 5 septembre 2022)
35. ↑  (en) « Final standing (Div. élite) » [PDF], sur stats.iihf.com, 4 septembre 2022 (consulté le 5 septembre 2022)
36. ↑  (en) « Media all stars » [PDF], sur stats.iihf.com, 4 septembre 2022 (consulté le 5 septembre 2022)
37. ↑  (en) « Best players selected by the directorate » [PDF], sur stats.iihf.com, 4 septembre 2022 (consulté le 5 septembre 2022)
38. ↑  (en) « Scoring leaders » [PDF], sur stats.iihf.com, 4 septembre 2022 (consulté le 5 septembre 2022)
39. ↑  (en) « Goalkeepers » [PDF], sur stats.iihf.com, 4 septembre 2022 (consulté le 5 septembre 2022)

### Autres divisions
1. 1 2  (en) « Tournament progress (Div. IA) » [PDF], sur stats.iihf.com, 30 avril 2022 (consulté le 30 avril 2022)
2. 1 2  (en) « Tournament progress (Div. IB) » [PDF], sur stats.iihf.com, 15 avril 2022 (consulté le 15 avril 2022)
3. ↑  (en) « DPR Korea withdraws teams », sur iihf.com, 3 février 2022 (consulté le 4 avril 2022)
4. 1 2  (en) « Tournament progress (Div. IIA) » [PDF], sur stats.iihf.com, 8 avril 2022 (consulté le 9 avril 2022)
5. ↑  (en) « New Zealand withdraws », sur iihf.com, 2 février 2022 (consulté le 4 avril 2022)
6. 1 2  (en) « Tournament progress (Div. IIB) » [PDF], sur stats.iihf.com, 22 mai 2022 (consulté le 23 mai 2022)
7. ↑  (en) « Hong Kongers won’t play this season », sur iihf.com, 3 mars 2022 (consulté le 7 avril 2022)
8. ↑  (en) « New dates and one withdrawal », sur iihf.com, 25 mars 2022 (consulté le 7 avril 2022)
9. 1 2  (en) « Tournament progress (Div. IIIA) » [PDF], sur stats.iihf.com, 9 avril 2022 (consulté le 9 avril 2022)
10. ↑  (en) « Iran pulls out of women's ice hockey championship after being slated against Israel », sur israelhayom.com, 4 mars 2022 (consulté le 7 avril 2022)
11. 1 2  (en) « Tournament progress (Div. IIIB) » [PDF], sur stats.iihf.com, 25 mars 2022 (consulté le 7 avril 2022)